# Polgári Platform (Magyarország)
A Polgári Platform 2013 nyarán alakult, pártok fölött álló civilszervezet, amelynek célja az alkotmányos demokrácia és a szabadság eszméinek polgári képviselete.
Elnöke Kész Zoltán angoltanár, sportriporter, alelnökei pedig Somogyi Zoltán szociológus, üzletember (az általa vezetett Szabad Piac Alapítványból nőtt ki a szervezet), valamint Hajba Máté politológus.
Alapítói között van Kerék-Bárczy Szabolcs korábbi MDF-es, és korábbi DK-s politikus, Kukorelly Endre József Attila-díjas író, költő, volt LMP-képviselő és Nehéz-Posony Márton ügyvéd.

## Külső hivatkozások

### Saját megjelenései
- Honlap
- Facebook-oldal

### További, vegyes híradások
- Ismerős arcokkal megalakult a Polgári Platform (Népszabadság, 2013. június 3.)
- Választási részvételre buzdít a Polgári Platform Archiválva 2015. február 25-i dátummal a Wayback Machine-ben (Hír24, 2013. június 3.)
- Polgári Platform: menjünk el szavazni! (Kapitalizmus.HVG.hu, 2013. június 4.)
- Egyszerű trükkel próbálja azonosítani a kitiltottak személyét a Polgári Platform Archiválva 2015. február 25-i dátummal a Wayback Machine-ben (Pesti Srácok, 2014. október 19.)
- Leleplezné a korrupció miatt kitiltottakat a Polgári Platform Archiválva 2015. február 25-i dátummal a Wayback Machine-ben (Népszava, 2014. október 20.)